# Senat von Kentucky

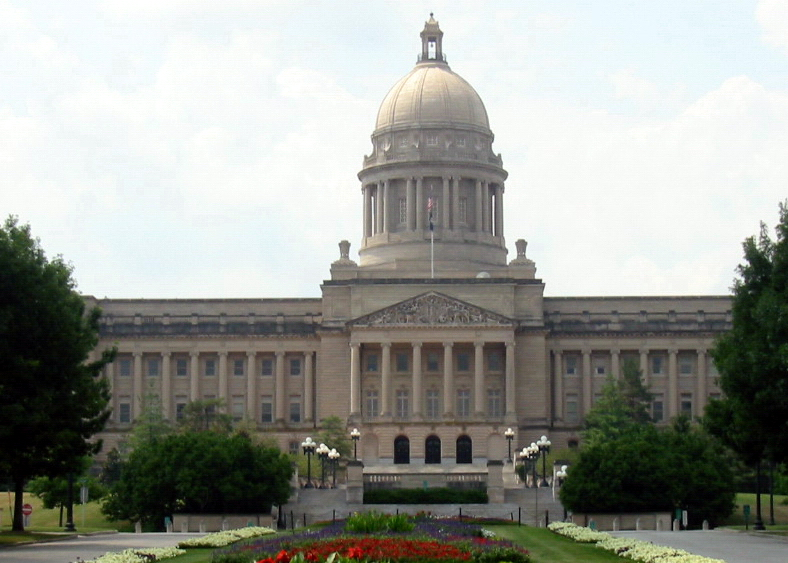
Kentucky State Capitol in Frankfort

Der Senat von Kentucky (Kentucky State Senate) ist das Oberhaus der Kentucky General Assembly, der Legislative des US-Bundesstaates Kentucky.
Die Parlamentskammer setzt sich aus 38 Senatoren zusammen, die jeweils einen Wahldistrikt repräsentieren. Laut Abschnitt 30 der Verfassung von Kentucky werden die Senatoren jeweils für vierjährige Amtszeiten gewählt. Die Amtszeiten sind so gestaffelt, dass immer die Hälfte der Senatoren jede zwei Jahre neu gewählt wird. Entsprechend dem Abschnitt 32 der Verfassung von Kentucky muss ein Mitglied des Senats mindestens 30 Jahre alt sein und ein Einwohner von Kentucky. Ferner muss er davor sechs Jahre in dem Staat gelebt haben und mindestens ein Jahr vor der Wahl in dem Wahlbezirk wohnhaft gewesen sein.
Der Sitzungssaal des Senats befindet sich gemeinsam mit dem Repräsentantenhaus im Kentucky State Capitol in der Hauptstadt Frankfort.

## Aufgaben des Senats
Wie in den Oberhäusern anderer Bundesstaaten und Territorien sowie im US-Senat fallen dem Senat von Kentucky im Vergleich zum Repräsentantenhaus spezielle Aufgaben zu, die über die Gesetzgebung hinausgehen. So obliegt es dem Senat, Nominierungen des Gouverneurs in dessen Kabinett, weitere Ämter der Exekutive sowie Kommissionen und Behörden zu bestätigen oder zurückzuweisen.

## Struktur der Kammer
Vor der Ergänzung in der Verfassung von Kentucky 1992 war der jeweils amtierende Vizegouverneur das Präsident des Senats. An Abstimmungen nahm er nur teil, um bei Pattsituationen eine Entscheidung herbeizuführen. Nach der Ergänzung war ein neues Amt, der President of the Senate, geschaffen worden, der diese Funktion von da an übernahm. Derzeitiger Senatspräsident ist der Republikaner David L. Williams, 16. Wahlbezirk.
Zum Mehrheitsführer (Majority leader) der Republikaner wurde Robert Stivers, 25. Wahlbezirk, gewählt; Oppositionsführer (Minority leader) ist der Demokrat R. J. Palmer aus dem 28. Wahlbezirk.

## Zusammensetzung
| Partei   | Partei                 | Abgeordnete |
| -------- | ---------------------- | ----------- |
|          | Republikanische Partei | 22          |
|          | Demokratische Partei   | 15          |
|          | Unabhängiger           | 1           |
| Summe    | Summe                  | 38          |
| Mehrheit | Mehrheit               | 7           |